# 菅井君と家族石
『菅井君と家族石』（すがいくんとかぞくいし）は、2004年に日本で公開されたアニメーション作品。英語タイトルはSguy & The Family Stoneだが、ごく初期はSugai & The Family Stoneと表記していた。

## 概要
FROGMANのデビュー作品で、Adobe Flash（当時Macromedia Flash）を用い全て一人で製作しウェブ上で公開されたことが特徴。製作当時はほとんど仕事がなく苦しい生活をしていたFROGMAN自身の境遇を重ね合わせたものとなっている。その後、近所の海苔店のCMに本作のキャラクターが採用されたことがきっかけにFROGMANが注目されるようになり、蛙男商会が発展する礎となる。
2008年2月16日から劇場版が公開された。関東地方を皮切りに順次に地方公開した。なお、劇場版は2年後が舞台になっている。公開時のポスターには「目標R-15指定の超危険作が緊急映画化!!」と書かれており、R-15指定の作品を目指したが実質上全年齢対象となった。
『秘密結社鷹の爪』では、菅井家の5人がゲストキャラクターとして第9話に登場した。吉田とフィリップも、元々はこの作品がデビュー作品。
『ライアーゲーム』に特別出演した事がある。
タイトルの元ネタは、「スライ&ザ・ファミリー・ストーン」である。

## あらすじ
島根県出雲地方に在住する全員無職の黒人家族5人の日常を描く。

## 登場人物
☆は下半身まで書かれているキャラクター。

### 菅井家
島根県平田市（現出雲市）の一軒家に住む国籍不明の黒人一家。全員無職で稼ぎがないため、野生動物を捕まえて食べている。家訓は「動いているものはとりあえず食う」「家族は食べない」「飢え死にしそうなら、家族でも食う」「貧乏はしてでも盗みはしない」。実は全員血のつながりがないらしい。
菅井君
主人公。18歳。冷静で客観的な、さりげなく放たれるツッコミが主。最年少で最もツッコミ気質である。髪型はアフロヘアー。実は18年前に、爺ちゃんに拾われてきた子供で、白人（肌が黒いのは絵の具を塗っていたから）。最終回では金持ち生活で引きこもりになり、太っていた。老人ホームに引き取られそうになる爺ちゃんを引きとめようとは考えたが、結局出来なかった。
モデルはスライ・ストーン。なお、タイトルの元ネタは、そのスライ・ストーンが在籍していたバンドのスライ&ザ・ファミリー・ストーンから。
兄ちゃん
菅井君の兄。今年で36歳（劇場版では38歳）だが無職で、夢想的で思い立ったら後先考えず早速行動するタイプでひたすらボケ続ける。菅井君と年が離れているが、一緒に行動することも多い。一度、菅井家に迷い込んできたジャクチョーファイブのペットに化け、そのままばれずにメンバーになった事がある。「秘密結社鷹の爪」ではレオナルド博士の串揚げを食べ、その後、剥いだ皮で博士になりすまし、総統と吉田をごまかしていた。しかしその後、剥いだ皮が取れて総統と吉田にばれてしまい、他の4人と一緒に島根へ逃げた（その後博士は残骸が集まって再生したが、前よりも体が小さくなってしまった）。モデルはジョン・コルトレーン。
父ちゃん
菅井君の父。55歳で現在無職。母ちゃんに頭をリンゴの皮のように剥かれたため、常に帽子をかぶっている。暢気であるが、いざという時は頼りにされ主導的な動きを見せる。「秘密結社鷹の爪」ではレオナルド博士の生姜焼きを食べたがっていた。最終回では音楽事務所の社長となり、後述の県知事とも仲が良くなったが、母ちゃんと会う事が殆どなくなっていた。
モデルはジョン・リー・フッカー。
母ちゃん☆（ブリッヂをして歩いた時のみ）
菅井君の母。52歳専業主婦。収入のない菅井家を切り盛りする逞しさに溢れ、犬から猿・カラス・熊まで、野生動物なら何でも調理できる、時には家族も食べてしまうと言う事もある。また、同情したり躊躇したりせず動物を料理するというドライな一面も持つが、そのことが災いを招くことも（劇場版ではこの面を改めており、即座に動物を料理しなくなった）。菅井君ほどではないがツッコミ気質で冷めた部分もあるので、明るい性格の父ちゃんなどを罵っている。普段はツッコミ役だが、婆ちゃんに乗り移られている時だけはボケ役。「秘密結社鷹の爪」ではレオナルド博士を料理した張本人。最終回では社長婦人となったが、父ちゃんとは殆ど会わなくなっていた。
女性だがモデルはジェームス・ブラウン。
爺ちゃん☆（おとりの時のみ）
菅井君の祖父。84歳。元アメリカ・シカゴのマフィアの一員。年のせいか若干ボケていて、年齢の割りに子供っぽく焼餅焼き。なんでもかんでも拾ってくる癖があり、人間でも拾ってくる（菅井家の人間は全員が爺ちゃんの拾い癖で出来た家族で、爺ちゃん自身も過去に誰かに拾われたらしい）。婆ちゃんの墓を掘り返すのが趣味。モデルはレイ・チャールズ。『菅井君と家族石　THE MOVIE』では、昔の親友のビクターと共にシカゴでマフィアの仕事をしていた（しかし、『秘密結社 鷹の爪　THE MOVIE～総統は二度死ぬ～』での、総統の回想シーンにて宇宙センターで働いていた描写とピースボールのパーティ会場で参加している描写があったが同一人物かどうかは不明）。「秘密結社鷹の爪」ではレオナルド博士入り鍋を食べたがっていた。
最終回では老人ホームに預けられそうになり、家族がバラバラになってしまったことを悲しんでいた。
ちなみに他の家族は共々本名不明で、4歳の頃から爺ちゃんと呼ばれていたらしい（他の家族も4歳の頃からそう呼ばれていたらしい）。
講談社刊『蛙男商会の本』によると、行動に関してはFROGMANの爺ちゃんがモデルとされている。
婆ちゃん
父ちゃんの母で既に故人。享年81。庭に遺骨が埋められている。兄ちゃんを溺愛している。爺ちゃんからはマイスイートハートと呼ばれている。母ちゃんに乗り移り、ブリッヂをして歩いていた。『菅井君と家族石　THE MOVIE』では爺ちゃんの回想シーンの中で若き日の姿が登場し、白人女性であったことが明らかにされた。

### その他
吉田君☆
18歳。平田市（現出雲市）の住民。地元の消防団に所属している。菅井家の天敵にして菅井家の一番の被害者。この作品中では最も普通の人で、普通の田舎暮らしに飽き飽きしている。身長がかなり低く、130センチ。
菅井からは「吉田とフィリップバカ2人」と呼ばれる。
ライ・クーダーのチケットを持っているらしいが、単なる「酒飲み音戸のバラ・クーダー」という居酒屋のチケットだった。吉田曰く「島根じゃこれがライ・クーダーなんだよ！」とのこと。
ミュージシャンコンテストではアカペラを武器に出場したが落選した。
その後上京し『秘密結社鷹の爪』では鷹の爪団の戦闘主任（準主役）として登場した他、菅井家もゲスト出演している。
フィリップ
28歳。吉田君と一緒にいることが多い。マイクを持ってデス声で話すミュージシャンで熱いハートを持つが、気が弱くマイクを使わないと話せない。タンクトップには「パン寺」とプリントされている。髪型はスキンヘッド。本編では語られていないがDVD内に収録された「プロダクションノート」の「キャラクター紹介」によると実は仏門に入ってることが明されている。
後日上京し、『秘密結社鷹の爪』では鷹の爪団の戦闘員として登場した。強制的に吉田君に入れられたらしい。気が弱い上にデス声は禁止のため、デス声入りで話さない。モデルはフィル・アンセルモ。
宇宙人☆
菅井家に住み着くピンク色の4本指の宇宙人。設定では15歳になっている。オリオン座のベルトの星あたりからやってきたらしく、吉田に捕まれそうになり、その後菅井家に食い物扱いにされそうになったが、いつの間にか菅井家のペットになった。菅井家のピンチの時にはいつもよく光る人差し指を突き出し何か奇跡を起こすような仕草をするが、単に父ちゃんの鼻をほじったり、鼻をガードされると目つぶし攻撃をするなど、殆ど奇跡は起こらないが、最終話でやっと奇跡を起こした。劇場版では宇宙人の両親がいる事が明らかになった。
また、『秘密結社鷹の爪EX』ではエンディングの背景に登場している。
宇宙人兄弟
青い双子の宇宙人。さそり座の尻尾の星から飛来し、ピンクの宇宙人を利用して菅井たちを捕えた。
ダークダー☆
劇場版のみ登場。
息子の様子を見るために地球へやってきた宇宙人の父親。ダース・ベイダーとシャア専用ザクをかけあわせたような外見をしている。故郷の星では勇猛果敢な将軍で3千もの惑星を破壊しその内2千もの惑星の住人を荒挽きソーセージにした程の恐ろしい父であるが、「レストランの店長をしている」という宇宙人に対して「また来る時には本物の店長になれよ」や「いい友達（菅井家のこと）を持ったな」というメッセージを残すなど、かなりの息子思い。ところが帰る途中に宇宙船ごと、妖怪田豚子のなれの果てであるブラックホールに吸い込まれてしまった。
宇宙人の母☆
劇場版のみ登場。
宇宙人の母親。NOVAうさぎとギズモを足して2で割ったような姿をしている。
やってはいけない3つのルールがあり、1つ目は強い光に当ててはいけない、2つ目は水をかけてはいけない、3つ目は午後3時以降、餌をあげてはいけない。これらの3つを守らないと奇妙な蛹になったり、増殖したり、溶けてしまう。最後は元に戻そうとした息子の宇宙人の力で増殖した個体諸共溶けて死亡した。
副島さんとピンカラ殺生s　
劇場版のみ登場。FROGMANが声を坦当していない人物はこれのみ。
村の青年団で結成されたジャズ・バンド。メンバーは、副島さん、元社員、タブンキョンシー、青丈位、山形シルバーセンター、きみどりんの6人。モデルはSOIL&"PIMP"SESSIONS。
ビクター・ロリンズ
劇場版のみ登場。
爺ちゃんの旧友、60年ぶりの再会となった。巨額の麻薬取引をするために来日した、アメリカ・シカゴの犯罪組織の大ボス。菅井の婆ちゃんの説得により、その後はマフィアを解散し、ジャズバーを開店させた。名前の元ネタはビクターとソニー・ロリンズ。
フートとファラデー
劇場版のみ登場。
ビクターの部下で殺し屋。ビクターの麻薬取引を手伝うため、はるばる島根県にやってきた。
元ネタは映画『パルプ・フィクション』の登場人物、ジュールス・ウィンフィールド（演:サミュエル・L・ジャクソン）とヴィンセント・ベガ（演:ジョン・トラボルタ）で、ジュールスに酷似した人物がファラデーで、ヴィンセントに酷似した人物がフートである。
ルチアーノ
劇場版のみ登場。
シカゴ・マフィアの首領。若い頃の爺ちゃんとビクターのボスでもある。貴緑たっぷりの見た目とは裏腹に、人の話がまったく理解できない超大物。
サンダース
劇場版のみ登場。
FBIのハギーとカカートの上司であり、部長。「嫌いな物がひとつある」と言う割に、次から次へと嫌いな物が出てくる。部下のカカートを溺愛している。
ハギー
劇場版のみ登場。
ビクターを追って日本へやってきたFBI捜査官。菅井家のレストラン「スガイ・アンド・ザ・ファミリー・ダイナー」に潜入するも、菅井家によって尻でビールの栓を抜く栓抜き男にされてしまう。その後はFBIをクビにされ、ビクターの経営するジャズバーで栓抜きとして働いている(劇場放映版では尻で栓抜きをしている様子が描かれているが、DVD版ではカットされている)。
カカート
劇場版のみ登場。
ハギーの相棒の捜査官。見た目の可愛らしさとは異なり、Hな本が大好き（その際『指輪物語』のゴクリの台詞を言う事がある）。さらには上司を手玉にとり、平気でウソをついて相棒に濡れ衣を着せるなど、あくどい性格をしている。
ジャクチョーファイブ
5人組の世界的大スターで、菅井君曰く「ファーストアルバムは世界で2000万枚売れた」というほど。メンバーは全員兄弟であるが外見が全く同じため見分けるのは不可能。名前の元ネタはジャクソン5と、フロッグマンの妻が読んでいた瀬戸内寂聴の本。
マイケル・ジャクチョー
ジャクチョーファイブのメンバーの一人。バブルスの中に入っていた兄ちゃんを人間に進化したバブルスだと思い込む。名前の元ネタはマイケル・ジャクソンとフロッグマンの妻が読んでいた瀬戸内寂聴の本。
バブルス☆
チンパンジー。ジャクチョーファイブのペットだが、菅井家の5人の胃袋の餌食になった。剥いだ皮は兄ちゃんが着て誤魔化すが、猿の皮が汗で滑り素顔がばれてしまうがジャクチョーからは人間に進化したバブルスだと思い込まれる。報酬として8億円が贈呈されるはずだったが、家族全員逃げてしまい受け取らなかった。
余談だが制作会社のディー・エル・イーが2015年東京ガールズコレクションの商標を8億円で買い取ったが、この作品に準じていたのかは不明。
レッド・ホット・チリ紙・ペッパーズ
劇場版のみ登場。
名前の元ネタはレッド・ホット・チリ・ペッパーズ。
ロックやラップ、パンクとちり紙交換を合わせた"ミクスチャーチリ紙交換"を編み出した。伝説的なバンド。「島根チリ紙フェス2008」では大トリを務める。
ワン（中国マフィアのボス）
中国・石景山のマフィアのボス。表向きはビクターの麻薬の取引だが、実の裏向きはC-4爆弾でビクターを殺そうとしていた。しかし最終的にはサンダースとカカートが率いるFBIによって逮捕されてしまう。
キャロットとメグミ
劇場版のみ登場。
元ネタは『パルプ・フィクション』の人物。菅井家の食堂「SGUY&THE　FAMILY　DINER」にやって来た、チンピラギャングの男女2組。彼らは店の中で拳銃を振り回し、袋に財布や携帯電話を入れろと騒ぎ立てる。しかしその店内にいたのは、ビクターの手下である、フートとファラデー。気がつけばすっかり立場が逆転し、ファラデーによる説得が始まった。
島根県知事
野心家で、自らの権力維持に腐心しているが、かなりの小人物。バンドコンテストで白人になりすました菅井家を警察に逮捕させて自らの人気を得ようと企む。
最終回では直接の登場はなく、父ちゃんの電話での会話でのみ登場。コンテスト前と違い、腰が低くなっている。
蛙男商会のその他の作品である「山陰国盗り物語」、「筑紫哲也 NEWS23」のコーナーアニメ「蛙男劇場」にも架空の県「シネマ県知事」として登場している。
手抜田兄弟（手抜田記者、手抜田秘書）
手抜き、と言うより雑に描かれた双子。見た目の割りに声はカッコいい。第7話では兄がニュースキャスターとして登場し、第8話、第9話では弟が県知事の秘書。謀略の才能があるようで、島根県知事に度々献策する。後に『秘密結社鷹の爪』や『古墳GALのコフィー』、『山陰国盗り物語』にも登場する。電脳戦士土管くんでは外見が手抜田にそっくりだが、毛があるキャラクター実況で登場した。
ケミカル・ブラザーズ
吉田君が持っている生写真のみの登場。「ケミカルウォシュのジーンズ」をはいている兄弟。吉田曰く「島根じゃこれが『ケミカルブラザーズ』なんだよ！」とのこと。
なぜか『吉田の就職上京繁盛記!!』にも登場している。
妖怪田豚子（ようかいだ　ぶたこ）☆
兄ちゃんの彼女。30歳。兄ちゃん曰く松江城と壽城（米子市の和菓子メーカー）を所有しているという大会社の社長令嬢だが、体重246キロのデブでブスで外食ではメニューのページ食いをするほど何でも食い上げる大食漢。「重力が凄いのよ」が口癖。職業はお天気キャスターで、よく重力を報道している。作中唯一、姓と名前の2つが判明している。菅井家の兄ちゃんにファンであるバッハの子孫と騙されてしまい裏切られた結果別れるが、劇場版で復縁した。劇場版で口の中へ何でも吸い込み、ごみや自転車に冷蔵庫などと近くにいる人間をも吸い込んでしまい、歯の隙間に挟んでしまう事態を起こした。最後は飛び跳ねるうちにブラックホールになってしまった。名前の元ネタは『こちら葛飾区亀有公園前派出所』に一発ネタで登場したキャラクターから。
貞子☆
父ちゃんが貰ってきたホラー映画のビデオを再生したテレビの中から現れた、どこかで見たことがある幽霊の女性。テレビから出てきた後で母ちゃんに調理され、菅井家の5人の胃袋の餌食になった。母ちゃん曰く「意外に美味しい」。元ネタは1998年に公開された劇場映画「リング」の登場人物。
団長
38歳。菅井家のある地域の消防団団長。本名は恩田健太郎。平時は軍隊の指揮官風に威張っているが、普段はアパレルメーカーに勤務しているためか、いざという時は混乱してお産と勘違いしてしまい全く役に立たない。
ソロハン
劇場版のみ登場。
宇宙人の父親のダークダーを倒すため、ミレニアム・ファルコンにそっくりな宇宙船に乗ってはるばる地球まで追いかけてきた宇宙人。元ネタは同じくハン・ソロ。しかしあと一歩のところで、菅井家の母ちゃんに殴られてしまい、爺ちゃんに冷凍されてしまう。
グチバッカ
劇場版のみ登場。
毛むくじゃらの猿のようなソロハンの相棒。名前のとおり愚痴ばかりを言う習性を持つ宇宙人。最終的には、ソロハンと一緒に殴られ、さらに母ちゃんによって甘露煮にされてしまう。デザインの元ネタは「ひらけ!ポンキッキ」のムックで、キャラの元ネタはチューバッカ。
王子、ジニー
第1話から菅井家と並びオープニングに登場し名前も出るものの、本編に登場するのは王子は第09話のコンテストの出場者の1人として、ジミーは最終話のみで老人介護士の仕事をしている。なお王子は乳首で歌う世界的R&Bシンガー、ジニーは年齢は18歳でプエルトリコ人の菅井君の友人でキューバ音楽を愛する底抜け陽気であるものの、両親がイラクに駐留中というキャラ設定だった。「一応キャラクターとして作られているので出さないわけにもいかない」という理由で強引に登場させられていたため、菅井家とは直接の関係が無い役どころで出演となっている。
車海老ちゃん
劇場版のみに登場。
東京から旅行に来た女性。名前の元ネタはモデルの蛯原友里の愛称。
食事のために電車を降りたが、同行していた播磨田さんが菅井家の食堂を気に入ってしまったため仕方無く入店した。
播磨田さん
劇場版のみに登場。
車海老ちゃんと共に東京から旅行に来た男性。東京で遊び尽くしている様で菅井家の食堂を「田舎の隠れ家的な店」と気に入ってしまう。最近の用語を少し間違った解釈し、菅井家の行動に関しても怒るどころか寛容的に受け入れて常に笑っている。
タタリ神
劇場版のみ登場。
元ネタは「もののけ姫」のタタリ神。なぜか菅井家に襲いかけた猪神。最後は爺ちゃんによる火に倒されてしまった。
死体のそばにNOVAの会員証が足元に落ちていたので、放映当時NOVAがつぶれたのが原因でタタリ神になってしまったのだと思われる。
ワーム☆
劇場版のみに登場。
「100年芋虫」と言われる種類の芋虫で頭部は人間。生まれは去年のクリスマス。特技は歌と不注意な囁き。アンディーという相棒もいたらしいが、歌わないためクビにしている(劇場上映版では食べられたという設定)。食料にするために菅井家の爺ちゃんに捕獲されたが、見た目が見た目だけに家族には気持ち悪がられた。命乞いのためにどんな物でも（たとえ体臭のきつい50代男性が真夏に2週間履いた木綿の靴下も）美味しく食べられる魔法の調味料を菅井家に差し出した。元ネタはワム!のジョージ・マイケル。最終的には羽化して蝶になった。